# Whatever (中ノ森BANDの曲)
「Whatever」（ワットエヴァー)は、日本のバンド、中ノ森BANDの2枚目のシングルである。2005年5月25日発売。発売元はインペリアルレコード。

## 概要
- PV監督は久保茂昭。

## 収録曲
1. Whatever(3:00)
作詞・作曲：Jimmy Harry・中ノ森文子／編曲：Koma2 Kaz・中ノ森BAND
2. センチメンタル・プレイス(3:21) 
作詞・作曲：Avril Macintosh・Julie Thompson・Wayne Wikins・中ノ森文子／編曲：Koma2 Kaz
3. Whatever -Instrumental-(3:00)
4. センチメンタル・プレイス -Instrumental-(3:19)

## 収録アルバム

### Whatever
- オリジナル『OH MY DARLIN' 〜Girls having Fun〜』（2006年1月11日）
- ベスト『GIRLS ROCK BEST』（2008年9月24日）

### センチメンタル・プレイス
- ベスト『GIRLS ROCK BEST』（2008年9月24日）

## タイアップ
- 中京テレビ・日本テレビ系『サルヂエ』エンディングテーマ（#1）
- 中京テレビ・日本テレビ系『少年チャンプル』エンディングテーマ（#1）
- 日音『MUSIC B.B.』オープニングテーマ（#1）
- フジテレビイベント「お台場学園〜文化祭〜」イメージソング（#1）